# Ursula Müller (Handballspielerin)
Ursula Müller, geb. Rossow, (* 23. Dezember 1911 in Berlin; † 28. September 2014 ebenda) war eine deutsche Leichtathletin und Handballspielerin.

## Leben und Karriere
Im Alter von elf Jahren trat sie einem Turnverein in Berlin-Tempelhof bei; im Kugelstoßen erzielte sie mit 14 Jahren eine Weite von 7,35 Metern und gewann einen Meistertitel.
Nachdem sie 1929 der Turngemeinde in Berlin beitrat, wechselte sie auch die Sportart und wurde Handballspielerin. Sie spielte zunächst auf der Position Rechtsaußen, später als Torhüterin. Im Jahr 1938 gewann sie die Deutsche Meisterschaft, zu ihren Erfolgen zählen zudem drei Vizemeistertitel sowie die Einberufung in die Nationalmannschaft.
Am 28. September 2014 verstarb Ursula Müller in ihrer Geburtsstadt Berlin im Alter von 102 Jahren.